# Verdana
Verdana est une police de caractères sans empattement, conçue en 1996 par Matthew Carter pour l'entreprise Microsoft. L'optimisation pour l'affichage est due à Tom Rickner d'Agfa Monotype. La demande de cette fonte provient de Virginia Howlett du groupe de typographie de Microsoft.
Le nom « Verdana » est une contraction de « verdant » (verdoyant, comme dans la région de Seattle et l'État de Washington surnommé « l'État toujours vert »), et Ana (le prénom de la fille aînée de Virginia Howlett),.

## Description
Créée en 1996, Verdana fut incorporée aux versions suivantes de Microsoft Windows, Office et Internet Explorer sous Windows et Mac OS. Elle fut disponible en téléchargement à partir du site web de Microsoft, permettant de l'utiliser sur tous les systèmes supportant les polices TrueType. Elle est désormais installée sur la plupart des ordinateurs de bureau. Le fichier téléchargeable est toujours disponible sur le web ; voir la section Liens externes.
Portant des similarités avec les polices humanistes sans-serif (linéale) telles que Frutiger, Verdana fut conçue pour être lisible à petite taille sur un écran d'ordinateur. L'absence d'empattement, une hauteur importante des minuscules, de larges proportions, un écartement des lettres souple, et des distinctions marquées entre des caractères à la forme similaire ont été choisis pour assurer une bonne lisibilité. Par conséquent, elle est souvent choisie par les concepteurs de sites web pour l'insertion de grandes quantités de texte dans de petits espaces. En effet, Verdana est si lisible par rapport aux autres fontes communes de la même taille que certains ont suggéré que les auteurs de sites web ne l'utilisent pas pour le corps de la page web, car cela rendrait probablement le texte illisible si cette fonte n'est pas disponible. Selon une étude, la disponibilité de Verdana est de 94 % sur Windows (la seconde fonte la plus commune sur cette plateforme) et 92,6 % sur les ordinateurs fonctionnant sous Macintosh. Verdana est également une police d'écriture facilement lisible par les dyslexiques grâce a sont absence d'empattement.
Comme exemple de l'attention accordée à la création de lettres similaires reconnaissables, la capitale « I » Verdana a des empattements, même si Verdana est une fonte sans empattement. Cela la distingue facilement du « l » minuscule et du « 1 ».
La police Tahoma, utilisée dans les interfaces utilisateurs de Windows XP ou Windows 2003, est une version condensée de Verdana, avec un espacement entre lettres plus petit ;  Frutiger et Bitstream Vera sont d'autres polices similaires.

## Problème de caractères combinatoires
Verdana (v. 2.43) utilisait une position incorrecte pour les signes diacritiques, ce qui provoque un affichage sur le caractère suivant au lieu du précédent. Cela la rend inutilisable pour le texte encodé en Unicode, comme pour l'alphabet cyrillique ou grec. Si une ancienne version de Verdana est installée, les signes diacritiques ci-dessous sont affichés sur la lettre e, alors qu'ils devraient apparaître sur la lettre a. Ce bogue n'apparaît pas habituellement avec les lettres de l'alphabet latin. En effet, certains moteurs de rendu de police substituent des séquences de caractères de base + un caractères de combinaison avec un glyphe précomposé et ne place pas dynamiquement le diacritique sur la lettre de base à l'affichage.
Ce problème a été corrigé dans la version de Verdana livrée avec Windows Vista. Il a également été résolu dans la version 5.01 de Verdana pour Windows XP disponible avec la mise à jour European Union Expansion Font Update de Microsoft.
Dans Verdana : (en supposant qu'une version fautive de la police soit installée)
а̀е а́е а̃е а̉е | ὰε άε α̃ε α̉ε | àe áe ãe ảe
Sur certaines plateformes le navigateur Opera répare automatiquement le bogue Verdana. Si les exemples ci-dessous et ci-dessus sont identiques, cela signifie que les signes sont à la bonne place.
Dans votre navigateur :
а̀е а́е а̃е а̉е | ὰε άε α̃ε α̉ε | àe áe ãe ảe
(La première colonne est en cyrillique, la seconde en grec, et la troisième en caractères latins)